# Kostolné Kračany
Kostolné Kračany es un municipio del distrito de Dunajská Streda en la región de Trnava, Eslovaquia, con una población estimada a final del año 2024 de 1494 habitantes.
Se encuentra ubicado al sur de la región, cerca de los ríos Danubio y Váh, y de la frontera con Hungría y la región de Bratislava.

## Demografía
| Año        | 1994 | 2004     | 2014    | 2024     |
| ---------- | ---- | -------- | ------- | -------- |
| Población  | 1071 | 1222     | 1305    | 1494     |
| Diferencia |      | +14,09 % | +6,79 % | +14,48 % |

| Año        | 2023 | 2024    |
| ---------- | ---- | ------- |
| Población  | 1464 | 1494    |
| Diferencia |      | +2,04 % |